# 皮耶迪卡瓦洛
皮耶迪卡瓦洛（義大利語：Piedicavallo），是意大利比耶拉省的一个市镇。总面积17平方公里，人口205人，人口密度12.1人/平方公里（2009年）。ISTAT代码为096044。